# Doraemon: Nobita to robotto kingudamu
Doraemon: O Gladiador (のび太とロボット王国, Doraemon: Nobita to robotto kingudamu) é um filme japonês de anime de 2002. O filme foi lançado dia 9 de março de 2002 nos cinemas japoneses. É o vigésimo terceiro filme baseado na franquia Doraemon criada por Fujiko Fujio.

## Enredo
Na terra natal do menino robô Poko, existe um andróide malvado, de nome Dester, que pretende tomar o poder! Dester controla os desígnios da jovem rainha Jannu e o seu objectivo é eliminar todos os robôs dum planeta em que , em tempos remotos, homens e seres mecânicos conviviam em plena harmonia.
Doraemon e todo o restante grupo de amigos, decidem ajudar Poko e metem mãos à obra para convencer toda a gente que os robôs têm sentimentos nobres e que a paz é possível.
Mas o seu objectivo não será fácil. À sua espera estarão uma infinidade de perigos, surpresas, robôs monstruosos e sobretudo muita acção nesta que é a aventura mais excitante de Dorarmon... em que ele terá até que demonstrar as suas habilidades como gladiador num combate muito emocionante e divertido!

## Elenco

### Dublagem Japonesa
- Doraemon - Nobuyo Ōyama (大山のぶ代)
- Nobita Nobi - Noriko Ohara (小原乃梨子)
- Shizuka Minamoto - Michiko Nomura (野村道子)
- Suneo Honekawa - Kaneta Kimotsuki (肝付兼太)
- Gian - Kazuya Tatekabe (たてかべ和也)

## Distribuição
O filme foi exibido pela primeira vez nos cinemas japoneses dia 9 de março de 2002.
Este filme chegou em Portugal através de DVD distribuído pela LUK Internacional com dobragem portuguesa.